# Viento del gradiente

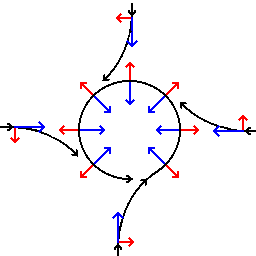
En el centro del dibujo existe una baja presión, por lo que la fuerza del gradiente de presión (flechas azules) apunta hacia él. La fuerza de Coriolis (flecha roja) actúa a la derecha de la velocidad (suponiendo que estamos en el hemisferio norte). Aunque inicialmente la trayectoria del aire apunta hacia el centro, rápidamente se ve desviado por Coriolis, hasta establecer una trayectoria curvada en torno a la baja presión.

El viento del gradiente es una aproximación física al viento real. Aunque el nombre se puede aplicar en general a todo viento horizontal que sea paralelo a las isobaras y en el que la aceleración tangencial es nula, es más habitual hacerlo cuando se considera que el viento es producto del equilibrio entre el gradiente de presión, el efecto de Coriolis y la aceleración centrífuga. Es este último término el que permite considerar que la trayectoria del viento es curvada, lo que constituye un gran avance respecto el viento geostrófico, por lo que se considera a veces que el viento del gradiente es un refinamiento del modelo geostrófico. El viento del gradiente realiza (al igual que el geostrófico) la simplificación de suponer que las fuerzas de rozamiento son despreciables. 

## Ecuación del viento del gradiente

### Deducción
Partimos de las expresión:
| Símbolo               | Nombre                                                |
| --------------------- | ----------------------------------------------------- |
| {\displaystyle f_{p}} | Fuerza del gradiente de presión por unidad de volumen |
| {\displaystyle p}     | Presión                                               |
| {\displaystyle x}     | Dirección en la que varía la presión                  |

| Símbolo               | Nombre                                                                                                   |
| --------------------- | --- |
| {\displaystyle f_{c}} | Fuerza centrífuga por unidad de volumen                                                                  |
| {\displaystyle \rho } | Densidad del aire                                                                                        |
| {\displaystyle v}     | Velocidad                                                                                                |
| {\displaystyle R}     | Radio de giro (positivo cuando, desde el punto de vista del aire, el giro se produce hacia la izquierda) |

Finalmente el término de la fuerza de Coriolis por unidad de volumen es:
| Símbolo                          | Nombre | Valor       | Unidad  | Fórmula                              |
| -------------------------------- | --- | ----------- | ------- | ------------------------------------ |
| {\displaystyle {\vec {\omega }}} | Velocidad angular de la Tierra |             |         |                                      |
| {\displaystyle {\vec {v}}}       | Velocidad del viento |             |         |                                      |
| {\displaystyle f}                | Parámetro de Coriolis, que tiene un valor aproximado de 10-4 en latitudes medias, creciendo en los polos geográficos y haciéndose nulo en el ecuador |             |         | {\displaystyle f=2\Omega \sin \phi } |
| {\displaystyle \Omega }          | Velocidad angular de rotación de la Tierra | 2 π / 86400 | rad / s |                                      |
| {\displaystyle \phi }            | Latitud |             |         |                                      |

Si consideramos la suma de todas ellas:

{\displaystyle f_{P}+f_{c}+f_{C}=-{\frac {\rho v^{2}}{R}}-\rho fv-{\frac {\partial P}{\partial x}}=0}

Resolviendo la ecuación anterior para la velocidad del viento del gradiente:

{\displaystyle v=-{{fR} \over 2}\pm {\sqrt {{{f^{2}R^{2}} \over 4}+{R \over \rho }{\partial P \over \partial x}}}}

que también se puede expresar en función del geostrófico (VG):

{\displaystyle {{v_{G}} \over v}=1+{v \over \ fR}}

### Interpretación física

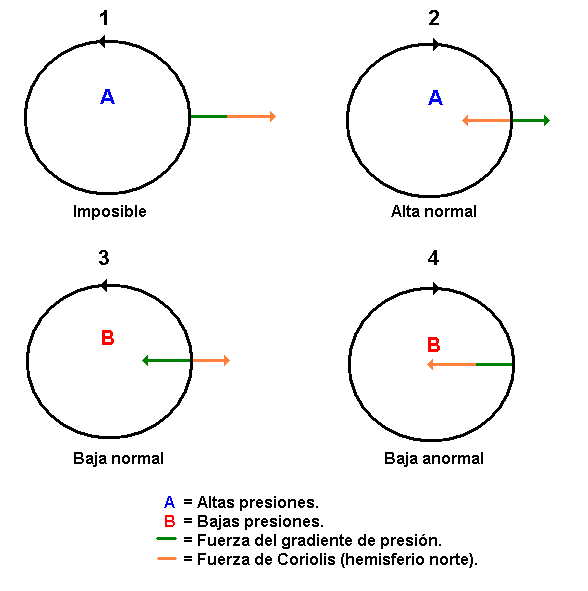
Configuraciones del viento del gradiente en función del sentido del giro y de si se trata de una alta o una baja presión.

No todas las soluciones matemáticas de la ecuación son físicamente posibles. De entrada, sólo son posibles aquellas velocidades positivas. Teniendo esto en cuenta, en el hemisferio norte existen cuatro posibilidades (ver esquema):
1. Alta presión, circulación ciclónica: R > 0 y dP/dx > 0. Es imposible, puesto que tanto la fuerza de Coriolis como la del gradiente de presión apuntan hacia afuera. Por lo tanto no existe nada que genere fuerza centrípeta.
2. Alta presión, circulación anticiclónica: R < 0 y dP/dx < 0. Es posible, puesto que la fuerza de Coriolis apunta hacia adentro. La fuerza de Coriolis debe ser mayor que la fuerza del gradiente de presión para que el movimiento anticiclónico sea posible, esto nos deja con dos posibilidades:
- v > –fR/2 Alta anómala, no posible ya que aquí la fuerza de Coriolis es menor que la del gradiente de presión.
- v < –fR/2 Alta normal. Esta es la situación real que se da en las altas presiones terrestres. Como su movimiento es anticiclónico reciben frecuentemente el nombre de anticiclones.

3. Baja presión, circulación ciclónica: R > 0 y dP/dx < 0. Es posible, puesto que la fuerza del gradiente de presión apunta hacia adentro. La fuerza del gradiente de presión debe ser mayor que la de Coriolis para que el movimiento ciclónico sea posible. Esta es la situación real que se da en las bajas presiones terrestres (de ahí que se las llame frecuentemente ciclones).
4. Baja presión, circulación anticiclónica: R < 0 y dP/dx > 0. Es posible, puesto que tanto la fuerza de Coriolis como la del gradiente de presión apuntan hacia adentro. No obstante, esta es un situación que no se encuentra en la naturaleza a gran escala (sinóptica) debido a que la fuerza de Coriolis tiende a generar una circulación ciclónica en torno a una baja presión (véase el primer esquema del artículo).

Estas configuraciones posibles del viento del gradiente cambian en el hemisferio sur, puesto que el parámetro de Coriolis (que depende de la latitud) tiene el signo cambiado.

### Comparación con el viento geostrófico
Se deduce que, a partir de los mismos datos, la fórmula del viento del gradiente produce un viento más rápido para las situaciones anticiclónicas mientras que es más lento que el geostrófico para las situaciones ciclónicas (normales). Esta diferencia no suele exceder del 10-20%.

## Aplicaciones
El viento del gradiente tiene una mayor precisión que el geostrófico por lo que, cuando la capacidad de cálculo no es un problema, constituye la mejor opción.
El viento del gradiente reproduce un hecho observado en los sistemas reales: en el centro de los anticiclones el gradiente de presión y los vientos son muy pequeños y tienden a crecer en los bordes, aunque nunca llegan a tener grandes valores. Esto se explica fácilmente porque la fuerza producida por el gradiente de presión va hacia el fuera del anticiclón, con lo cual el viento no puede ser muy rápido, de otro modo Coriolis tendría que contrarrestar él solo el gradiente de presión y, además, generar la fuerza centrípeta.

## Limitaciones
Aunque el viento del gradiente puede aplicarse a cualquier circunstancia siempre y cuando se cumplan las condiciones, a veces es más práctico pasar a ciertas aproximaciones que facilitan el cálculo sin que se pierda mucha precisión por el camino:
- Aunque el viento del gradiente arroja resultados más parecidos a los reales en el caso de la circulación ciclónica, resulta menos preciso que el geostrófico con circulación anticiclónica.
- La diferencia entre el viento geostrófico y el del gradiente es sólo de un 10-20%, lo que a veces no justifica el uso de este último por su mayor complejidad.
- En el caso de tornados, es más sencillo aplicar la fórmula del viento ciclostrófico ya que allí la fuerza de Coriolis puede despreciarse frente a la del gradiente de presión y la fuerza centrípeta.
- En cambio, en el caso de las corrientes marinas, es más sencillo aplicar la fórmula del flujo inercial, ya que se puede despreciar el gradiente de presión frente a Coriolis y la fuerza centrípeta.

Al igual que el viento geostrófico, se considera que las fuerzas de rozamiento son pequeñas. Esto constituye una buena aproximación en la atmósfera libre pero pésima en la superficie terrestre, donde sí son importantes. Esto hace que el flujo observado en tierra sea más lento que el predicho por el viento del gradiente y que no se equilibren del todo la aceleración centríepta, Coriolis y el gradiente de presión. Como resultado, existe una importante componente del viento hacia el interior en las bajas presiones y una componente hacia afuera en los anticiclones.
Al igual que el viento geostrófico, su fórmula tiende a dar un error considerable si se aplica cerca del ecuador debido a que el parámetro de Coriolis tiende allí a cero.

## Fuente
- "An introduction to dynamic meteorology", James R. HOLTON, Academic Press, San Diego, 1992, ISBN 978-0-12-354355-4

- Datos: Q1334985